# Ковальский, Михаил Павлович
Михаил Павлович Ковальский (18 июня 1947, Белая Церковь, Украинская ССР — 3 декабря 2012, Киев, Украина) — украинский учёный-морфолог, работающий в области оперативной хирургии и топографической анатомии, хирургии, анатомии человека, экспериментальной морфологии. Доктор медицинских наук (1992), профессор (1995). Заведующий кафедрой оперативной хирургии и топографической анатомии Национального медицинского университета имени А. А. Богомольца. Вице-президент Научного общества анатомов, гистологов, эмбриологов и топографоанатомов Украины.

## Биография
Родился в семье известного украинского нейроморфолога, профессора Павла Алексеевича Ковальского, потомка выходцев из Польши. Род шляхтичей Ковальских герба Кораб (Corab, то есть «корабль») издавна известен в Польше, в Белоруссии и на Украине. Однако после Гражданской войны и войны с Польшей 1919—1921 годов проживавшие на территории Советской Украины Ковальские стали указывать в анкете национальность «украинец».
1972 — окончил с отличием лечебный факультет Киевского медицинского института имени академика А. А. Богомольца (в настоящее время — Национальный медицинский университет имени А. А. Богомольца).
1972—1974 — врач-хирург Белоцерковской городской больницы.
1974—1977 — аспирант кафедры оперативной хирургии и топографической анатомии Киевского медицинского института имени академика А. А. Богомольца.
1977—1987 — ассистент кафедры оперативной хирургии и топографической анатомии Киевского медицинского института имени академика А. А. Богомольца.
1987—1995 — доцент кафедры оперативной хирургии и топографической анатомии Киевского медицинского института имени академика А. А. Богомольца.
С 1994 — заведующий кафедрой оперативной хирургии и топографической анатомии Киевского государственного медицинского университета имени академика А. А. Богомольца (в настоящее время — Национальный медицинский университет имени А. А. Богомольца).
1995 — присвоено научное звание профессора.

## Научно-педагогическая деятельность
Научную работу начал будучи студентом в студенческих научных кружках кафедр факультетской хирургии и оперативной хирургии и топографической анатомии Киевского медицинского института имени академика А. А. Богомольца (под руководством доцента И. И. Бобрика — ныне профессора, заслуженного деятеля науки и техники Украины, академика Академии педагогических наук Украины, более 20 лет заведовавшего кафедрой анатомии человека Киевского медицинского института имени академика А. А. Богомольца).
1977 — защитил кандидатскую диссертацию «Морфофункциональные изменения поджелудочной железы в условиях экспериментального панкреатита и его хирургической коррекции» под руководством заслуженного деятеля науки Украины, академика Академии педагогических наук Украины, доктора мед. наук, профессора К. И. Кульчицкого.
1985—1998 — учёный секретарь, член президиума Научного общества анатомов, гистологов, эмбриологов и топографоанатомов Украины.
1992 — защитил докторскую диссертацию «Морфофункциональная оценка изменений печени и поджелудочной железы при портальной гипертензии и её хирургической коррекции в эксперименте», научный консультант — академик К. И. Кульчицкий.
С 1998 — вице-президент Научного общества анатомов, гистологов, эмбриологов и топографоанатомов Украины.
Будучи ответственным за научную работу кафедры оперативной хирургии и топографической анатомии Киевского медицинского института имени академика А. А. Богомольца и научным руководителем студенческого научного кружка кафедры, в сотрудничестве с Институтом сердечно-сосудистой хирургии АМН Украины, Институтом кардиологии имени Н. Д. Стражеско и Институтом элетросварки АН Украины, работает над проблемой формирования искусственного желудочка сердца из тканей организма человека, профилактики рестенозов при эндокоронарных вмешательствах, влияния плазмы на заживление ран, руководит единственным в СССР Студенченским НИИ сердечно-сосудистой хирургии.
Соавтор учебника «Оперативная хирургия и топографическая анатомия» (1989, 1994), рекомендованным Минобразования Украины для студентов медвузов.
Автор более 300 научных работ, 20 патентов на изобретения. 
Член Ученого медицинского Совета Минздрава Украины, Ученого Совета медицинского факультета № 1 Национального медицинского университета имени А. А. Богомольца, специализированного Ученого Совета Д.26.003.06 (анатомия человека, патологическая анатомия, гистология, цитология и эмбриология)при Национальном медицинском университете имени А. А. Богомольца.
Кандидат в мастера спорта по фехтованию на саблях.

## Научная школа
Подготовил 12 кандидатов и 2 докторов медицинских наук. Среди его учеников — доктор медицинских наук, профессор кафедры хирургии № 1 Национального медицинского университета имени А. А. Богомольца А. И. Пойда, доктор медицинских наук, профессор кафедры ортопедии и травматологии № 2 Национальной медицинской академии последипломного образования имени П. Л. Шупика А. А. Радомский, доценты В. Ю. Ершов, К. А. Прокопец, В. И. Примаченко и другие.

## Публикации по истории медицины
- Ковальський М. П., Маркевич О. О. — «Спільна дослідницька діяльність M. I. Пирогова та В. О. Караваева по вивченню запального процесу», Вісник Морфології, 2004, № 1
- Ковальський М. П., Маркевич О. О. — «У джерел жіночої медичної освіти в Україні», Науковий вісник НМУ ім. О. Богомольця, 2005, № 1-2
- Ковальський М. П., Маркевич О. О. — «Костянтин Іванович Кульчицький (до 85 — річчя від дня народження)», Науковий вісник НМУ ім. О. Богомольця, 2007
- Ковальський М. П., Маркевич О. О., Прокопець К. О. — «Рінопластика — короткий екскурс в історію», Науковий вісник НМУ ім. О. Богомольця, 2009, № 1
- Ковальський М. П., Маркевич О. О. — «Співпраця двох славетних хірургів-експериментаторів». (Матеріали наукового конгресу — «IV міжнародні Пироговські читання», присвяченого 200-річчю з дня народження М. І. Пирогова), Вінниця, 2-5 червня 2010

## Семья
Отец М. П. Ковальского — Павел Алексеевич — доктор биологических наук, профессор, более 40 лет заведовал кафедрой анатомии, гистологии и эмбриологии Белоцерковского сельскохозяйственного института (в настоящее время — Белоцерковская аграрная академия имени П. Л. Погребняка).
Старший брат М. П. Ковальского — Александр Павлович Ковальский — член-корреспондент Академии архитектуры Украины, профессор Киевского художественного института (в настоящее время — Национальная академия изобразительного искусства и архитектуры).